# 혼고정 (히로시마현)
혼고정(本郷町)은 히로시마현 도요타군에 존재했던 정이다. 2005년 3월 22일에 미하라시와 가모군 다이와정, 미쓰기군 구이정과 합병해 새롭게 설치된 미하라시에 이관됨에 따라 폐지되었다.

## 역사
- 1889년 4월 1일 - 시정촌 시행으로 가미키타촌, 시모키타촌, 젠뉴지촌, 후나키촌, 혼고촌, 미나미카타촌이 성립하였다.
- 1924년 4월 1일 - 정으로 승격해 미하라정이 되었다.
- 1951년 4월 1일 - 가미키타촌, 시모키타촌, 젠뉴지촌이 대등합병해 기타카타촌이 성립하였다.
- 1954년 11월 3일 - 혼고정, 기타카타촌, 후나키촌, 혼고촌, 미나미카타촌이 대등합병해 혼고정이 성립하였다.
- 2005년 3월 22일 - 미하라시, 가모군 다이와정, 미쓰기군 구이정과 합병해 새롭게 설치된 미하라시에 이관됨에 따라 폐지되었다.

## 교통

### 철도
- 서일본 여객철도
  - 산요 본선

### 도로
- 국도 2호선